# Agrostis griffithiana
Agrostis griffithiana är en gräsart som först beskrevs av Joseph Dalton Hooker, och fick sitt nu gällande namn av Norman Loftus Bor. Agrostis griffithiana ingår i släktet ven, och familjen gräs. Inga underarter finns listade i Catalogue of Life.